# KIJK (streamingdienst)
KIJK (eerder: KIJK.nl) is een videoplatform met videocontent van Talpa Network. Het platform is sinds januari 2013 beschikbaar. Op het videoplatform – bestaande uit een app en website – kunnen gebruikers televisieprogramma's, korte video's, films en series kijken. Op KIJK zijn voornamelijk producties van Nederlandse origine te zien, daarnaast zijn er ook internationale series en films. Op het platform kunnen gebruikers gratis programma's terugkijken, exclusieve programma's zien en films (met reclame) kijken.

## Betrokken partijen
Op KIJK staat content van de volgende merken:
- GLORY Kickboxing
- Hart van Nederland
- LINDA.
- NET5
- Nieuwe Gasten
- Radio 10
- Radio 538
- SBS6
- Viaplay TV
- Scoop Network
- Shownieuws
- StukTV
- TV 538
- Vandaag Inside
- Veronica
- SBS9